# 福田村 (福島県伊達郡)
福田村（ふくたむら）は福島県伊達郡にあった村。現在の川俣町北西部にあたる。

## 地理
- 山：一貫森、女神山

## 歴史
- 1889年（明治22年）4月1日 - 町村制の施行により、羽田村、秋山村の区域をもって発足。
- 1955年（昭和30年）3月1日 - 伊達郡川俣町・飯坂村・小綱木村・大綱木村・富田村・小島村および安達郡山木屋村と合併し、改めて伊達郡川俣町が発足。同日福田村廃止。

## 村長
- 菅野善右衛門 (1853年生)：1889年 - 1898年7月
- 菅野善右衛門 (1884年生)

## 交通

### 道路
- 富岡街道（現・国道114号）

## 出身著名人
- 菅野善右衛門 (1853年生)（衆議院議員）
- 菅野善右衛門 (1884年生)（衆議院議員）